# Casa Croul-Palms
La Casa Croul-Palms es una residencia privada ubicada en 1394 East Jefferson Avenue de la ciudad de Detroit, la más importante del estado de Míchigan (Estados Unidos). La casa lleva el nombre de sus dos primeros propietarios, Jerome Croul y Francis Palms. Fue incluido en el Registro Nacional de Lugares Históricos en 1983.

## Historia
En 1881, Jerome Croul encargó a William Scott que construyera esta casa a un costo de 25.000 dólaes. Croul era un exitoso comerciante de lanas y pieles de oveja, propietario (con su hermano William) de la empresa Croul Brothers; también fue Comisionado de Bomberos de Detroit.
En 1887, Croul vendió la casa a Celimene Palms, la esposa de Francis. Francis Palms era un gran terrateniente de Detroit, heredando una fortuna sustancial de su padre. Francis murió en 1905, pero su esposa continuó viviendo en la casa hasta su muerte en 1914. La estructura se convirtió en una pensión con 25 habitaciones. La familia Palms continuó siendo propietaria de la casa a través de su compañía de bienes raíces hasta 1945. En 1954, la casa se convirtió nuevamente en un edificio de apartamentos con ocho apartamentos. En 1983, la casa fue restaurada para su uso como espacio de oficinas.

## Descripción
La casa Croul-Palms cuenta con una masa irregular, materiales contrastantes y una línea de techo pintoresca, todos los detalles característicos de la arquitectura de estilo Reina Ana. La casa tiene 2 ½ pisos y está construida con ladrillos rojos sobre una base de piedra con revestimiento de roca. Hay detalles adicionales de piedra curvada, así como bandas de piedra y campanas de ventana de piedra
La casa tiene ventanales que se extienden por los tres pisos completos, y el techo de varios niveles cuenta con frontones salientes y chimeneas decorativas. El exterior de la casa es original excepto por la demolición de los porches frontales y laterales y un pequeño balconet en el tercer piso, y el reemplazo del techo de pizarra.
Originalmente había un granero de ladrillo de dos pisos detrás de la casa, construido un año después de la casa misma; el granero fue demolido en 1954.